# Carex alajica
Carex alajica är en halvgräsart som beskrevs av Dmitrij Litvinov. Carex alajica ingår i släktet starrar, och familjen halvgräs. Inga underarter finns listade i Catalogue of Life.